# Doce variaciones sobre «Ah vous dirai-je, Maman»

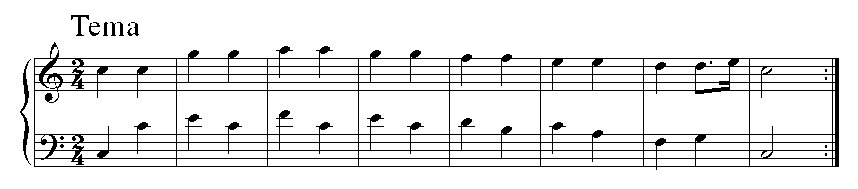

Las Doce variaciones sobre «Ah vous dirai-je, Maman» en do mayor, K. 265/300e, son una composición para piano de Wolfgang Amadeus Mozart, escrita en 1781 o en 1782, cuando tenía veinticinco años de edad. La obra consta de doce variaciones sobre la canción francesa Ah! vous dirai-je, Maman, cuya melodía apareció por vez primera en 1761, habiendo sido usada desde entonces para muchas canciones infantiles, como Campanita del lugar.

## Música
| Doce variaciones sobre "Ah vous dirai-je, Maman"ⓘ, MIDI, 11:51 minutos, 43 KB |

Esta obra fue compuesta para piano solo y consta de trece secciones: la primera es el tema, las otras secciones son las variaciones del mismo, numeradas del I al XII, de las cuales únicamente las dos últimas presentan indicaciones de tempo: Adagio y Allegro, respectivamente.
Análisis posteriores del manuscrito de la composición de Mozart, llevados a cabo por Wolfgang Plath, mostraron que el año 1782 es la fecha de composición más probable.
Las variaciones fueron publicadas por primera vez en Viena en 1785.